# 5 Czarnomorska Brygada Strzelców
5 Czarnomorska Brygada Strzelców – oddział piechoty Armii Ukraińskiej Republiki Ludowej.

## Formowanie i zmiany organizacyjne
W wyniku rozmów atamana Symona Petlury z naczelnikiem państwa i zarazem naczelnym wodzem wojsk polskich Józefem Piłsudskim prowadzonych w grudniu 1919, ten ostatni wyraził zgodę na tworzenie ukraińskich jednostek wojskowych w Polsce. Jednocześnie z formowaniem nowych oddziałów, Armia URL przystąpiła do gruntownej reorganizacji swoich sił wykrwawionych w walkach z wojskami „białej” i „czerwonej” Rosji.
Brygada swój rodowód wywodzi z 4 Brygady Ukraińsko-Halickiej sowieckiej 41 Dywizji Strzelców sformowanej w lutym 1920 w Odessie. Dowódcą brygady został ataman Dmytro Sokyra-Jachontiw. W skład brygady weszły: 1 Czarnomorski pułk piechoty płk. Hryhoryja Afnera, 2 Zaporoski pułk piechoty sot. Osmołowskyja i 1 Zaporoski pułk konny płk. Trochymenki. 6 marca 1920 4 Brygadę Ukraińsko-Halicką przemianowano na 121 Brygadę Strzelców, a jej dwa pułki połączono w jeden – 361 pułk strzelców płk. Afnera. Pułk konny zaś włączono do sowieckiego 2 Kaukaskiego pułku konnego.
W połowie marca 361 pułk strzelców otrzymał zadanie ochrony linii demarkacyjnej z Rumunią, wzdłuż Dniestru. Jego I batalion stacjonował w Owidiopolu, sztab 2 batalionu, 4 kompania strzelców, kompania km, konny zwiad i kadra 3 batalionu w Tyraspolu, 5 kompania – w Parkanach; 6 kompania – w Grigoriopolu.
6 kwietnia pododdziały pułku, które stacjonowały w rejonie Tyraspola, zbuntowały się przeciw władzy sowieckiej. Jednostce przywrócono wtedy jej poprzednią nazwę: 1 Czarnomorski pułk piechoty, a dowódcą został sot. Babyczenko. Były dowódca pułku, płk Afner, stanął na czele nowo utworzonego Czarnomorskiego dywizjonu konnego. 1 Czarnomorski pułk piechoty i Czarnomorski dywizjon konny utworzyły tyraspolską grupę ukraińskich wojsk powstańczych – przyszły Oddział Powstańczy na Chersońszczyźnie. Na czele grupy stał początkowo płk Wołodymyr Hałkin, a potem płk Pszonnyk. W kwietniu powstańcy zdobyli Tyraspol i ruszyli na północ, aby dołączyć do Armii Czynnej URL. 16 kwietnia zdobyli Ananiew. Tam przyłączyła się do nich grupa powstańcza z sot. Oleksandrem Aszynowem. 20 kwietnia oddział powstańczy płk. Pszonnyka nawiązał kontakt z wojskami gen. Mychajły Omelianowicza-Pawlenki, które powróciły z I pochodu zimowego. 6 maja pułk czarnomorski został włączony w skład Wołyńskiej Dywizji Zbiorczej, a Czarnomorski dywizjon konny włączono do pułku konnego im. Maksyma Żeleźniaka. Rozkazem dowódcy 2 Wołyńskiej Dywizji Strzelców nr 33 z 3 lipca 1 Czarnomorski pułk piechoty został przekształcony w 5 Czarnomorską Brygadę Strzelców. Z 1. i 3. sotni piechoty utworzono 13 kureń strzelców, z 2. i 4. sotni – 14 kureń strzelców, z grupy karabinów maszynowych – sotnię km.
15 października, po przeprowadzonej w rejonie Michałpola mobilizacji, rozpoczęto formowanie 15 kurenia strzelców, przy którym utworzono zapasową szkolną sotnię karabinów maszynowych.
W październiku Armia URL przeprowadziła mobilizację. W jej wyniku liczebność jej oddziałów znacznie wzrosła. W związku z podpisaniem przez Polskę układu o zawieszeniu broni na froncie przeciwbolszewickim, od 18 października  wojska ukraińskie zmuszone były prowadzić działania zbrojne samodzielnie.
Pod koniec listopada, pod naporem wojsk sowieckich, 5 Czarnomorska Brygada Strzelców przeszła na zachodni brzeg Zbrucza, gdzie została internowana przez Wojsko Polskie. Rozkazem dowódcy 2 Wołyńskiej Dywizji Strzelców nr 77 z 24 listopada została ona przekształcona w 3 Czarnomorski kureń strzelecki, który wszedł w skład nowo zorganizowanej 4 Zbiorczej Brygady Strzelców.

## Struktura organizacyjna
Organizacja brygady w listopadzie 1920
- dowództwo i sztab
- samodzielna sotnia konna
- sotnia techniczna
- półsotnia warty polowej
- 13 kureń strzelców (na etapie formowania)
- 14 kureń strzelców (na etapie formowania)
- 15 kureń strzelców (na etapie formowania)

## Żołnierze oddziału
| Dowództwo jednostki      |                        |       |
| Stopień, imię i nazwisko | Okres pełnienia służby | Uwagi |
| Dowódcy brygady          |                        |       |
| płk Wołodymyr Gałkin     | 3 VII – 3 IX           |       |
| sot. Mykoła Osadczyj     | 3 IX – 24 XI           |       |
| Szefowie sztabu          |                        |       |
| chor. Borys Lewyckyj     | 3 Vll – 28 IX          |       |
| chor. Wołodymyr Kowhan   | 28 X – 24 XI           |       |

| Kawalerowie Krzyża Walecznych | Kawalerowie Krzyża Walecznych    | Kawalerowie Krzyża Walecznych |
| ----------------------------- | -------------------------------- | ----------------------------- |
| czot. Ansowycz Petro          | chor. Awgustynopilskyj Wołodymyr | roj. Bereziuk Wasyl           |
| szer. Bojarskyj Fedir         | szer. Chałaka Andrij             | por. Chilinskyj Mychajło      |
| szer. Choper Anton            | roj. Czaban Iwan                 | roj. Czaban Mykoła            |
| chor. Dawydenko Nykanor       | szer. Dobrowolskyj Mykoła        | szer. Furman Anton            |
| szer. Furman Jefrem           | gen. chor. Gałkin Wołodymyr      | chor. Hawrysz Łuka            |
| czot. Hołecko Moisej          | szer. Hwozdeckyj Petro           | chor. Jefimow Mykoła          |
| bun. Jiżynicz Hryhorij        | por. Kapłystyj Makar             | szer. Kaszkiw Marko           |
| chor. Kołesnyk Jakiw          | chor. Korż                       | por. Kostiuk Mykoła           |
| szer. Kozłowskyj Kostiantyn   | sot. Kozuta Mykoła               | szer. Kuczer Iwan             |
| czot. Kuczerenko Iwan         | por. Kusznir                     | bun. Leweneć Olejko           |
| czot. Melnyczenko Sawa        | sot. Muntian Wasyl               | roj. Nazarenko Iwan           |
| chor. Nikitin Fedir           | czot. Onyszczenko Iwan           | por. Paszczenko I wan         |
| szer. Pidkaura Josyp          | chor. Podilskyj Kostiantyn       | szer. Prodan Parfentij        |
| roj. Rudnyckyj Iwan           | czot. Rżepeckyj Petro            | szer. Sztatnyj Dmytro         |
| sot. Tepłyj Hnat              | sot. Tomasewycz Dmytro           | chor. Towstonih Hawryło       |
| chor. Us Walentyn             | chor. Usyk Anton                 | roj. Władiuk Wasyl            |
| roj. Zinczuk Iwan             | szer. Zorenko Terentij           | chor. Żyhałenko Stepan.       |